# ديشاب
ديشاب هي قرية في مقاطعة ميانة، إيران. عدد سكان هذه القرية هو 127 في سنة 2006.